# Cypripedium bardolphianum
Cypripedium bardolphianum — вид травянистых растений, рода Башмачок (Cypripedium), секции Sinopedilum, семейства Орхидные (Orchidaceae).
Вид включён в Приложение II Конвенции CITES.
Китайское название: 无苞杓兰.

## Распространение и экология
Южное Ганьсу, Западная Сычуань, Юго-Восточный Тибет.
Встречается на высотах 2300—3900 метров над уровнем моря. Богатые гумусом почвы на скалистых участках или влажные поросшие мхом места на склонах покрытых лесом или кустарником, на лесных полянах, в лесах с невысокой сомкнутостью деревьев. Часто образует большие колонии (до 15—20 растений).
Опылители — плодовые мушки Drosophila immigrans, Drosophila kikkawai и Drosophila robusta.

## Ботаническое описание
Травянистые многолетники высотой 7—35 см. Стебли прямые, голые, относительно короткие, 2—3 см.
Корневища тонкие, ползучие.
Листья эллиптические, 6—7 × 2,5—3 см, почти голые.
Соцветия терминальные, прямые, 7—9 см, несут 1 цветок. Цветоножки голые.
Цветки небольшие.
Чашелистики и лепестки бледно-зелёные или красноватые с коричневыми полосами. Губа золотисто-жёлтая иногда с коричневыми отметинами. Парус эллиптический или яйцевидно-эллиптический, 1,5—2 × 0,7—0,9 см, голый, на верхушке острый. Синсепалум похож на парус, 1,4—1,8 × 0,7—0,9 см, на верхушке неглубоко 2-лопастный.
Лепестки продолговато-ланцетные, 1,5—1,8 × 0,5—0,6 см, голые, на верхушке острые, часто окутывют губу. Губа сумчатая, слегка сжатая, 1,2-1,5 см, бугорчатая на передней поверхности. Стаминодий широко эллиптический, продолговатый, примерно 6 × 4 мм.
Цветение в июне-июле. Плодоношение в августе.

## Идентификация
Листья Cypripedium bardolphianum меньше, иногда бордовые по краям и отходят от стебля под более острым углом, чем листья Cypripedium forrestii. Цветки Cypripedium bardolphianum, как правило, немного темнее, с красновато-коричневыми оттенками, в то время как Cypripedium forrestii имеет цветки более жёлтого тона. Стаминодий Cypripedium forrestii обычно коричневый с жёлтыми пятнами, в то время как стаминодий Cypripedium bardolphianum одноцветный, красновато-коричневых тонов. Чашелистики Cypripedium forrestii длиннее и почти касаются в передней части губы. Чашелистики Cypripedium bardolphianum окрашены в тёмно-коричневый тон без пятен, а чашелистики Cypripedium forrestii имеют жёлтые, цвета мёда тона с характерными бурыми пятнами. Существенное отличие — гребень волосков на чашелистиках Cypripedium forrestii, чашелистики Cypripedium bardolphianum его не имеют.

## В культуре
Cyp. bardolphianum присутствует в некоторых частных коллекциях. Информация об агротехнике противоречива.
pH почвы — 7,6. Рекомендуется защита от зимних дождей, и обильный полив весной и в начале лета. 
Зоны морозостойкости: 4—6.